# Восход (Хабаровский край)
Восхо́д — село в Хабаровском районе Хабаровского края. Входит в Осиновореченское сельское поселение.

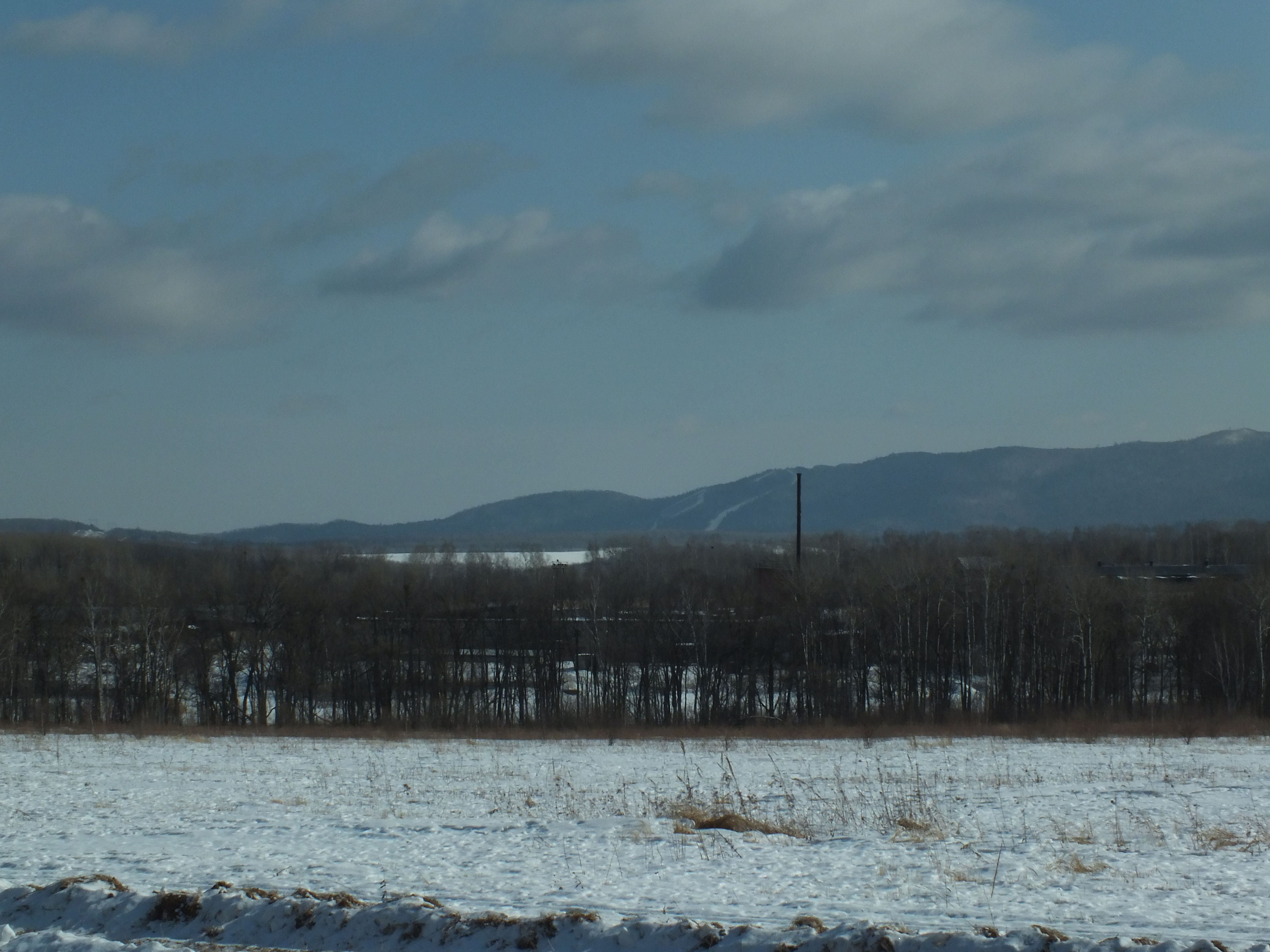
Село Восход, на заднем плане горнолыжные трассы на Хехцире.

## География
Село у подножия хребта Большой Хехцир.
Расположено к югу от автодороги краевого значения Красная Речка — Казакевичево, перекрёсток между сёлами Корсаково-2 и Осиновая Речка, расстояние до трассы около 2 км.
Расстояние до Красной Речки (микрорайон Хабаровска) около 5 км.

## Население
| 1992 | 2002 | 2010 | 2011 | 2012 | 2021 |
| ---- | ---- | ---- | ---- | ---- | ---- |
| 205  | ↗219 | ↗228 | ↗229 | ↗232 | ↘139 |

## Экономика
- Сельскохозяйственные предприятия Хабаровского района.
- В селе Восход в советское время работал цех по разведению мальков ценных пород рыб.
- В окрестностях села Восход находятся летние детские лагеря, садоводческие общества хабаровчан.